# قائمة شركات السكك الحديدية
هذه هي قائمة  السكك الحديدية التشغيلية للشركات  في العالم  المدرجة أبجديا حسب القارة. هذا وتشمل قائمة الشركات العاملة سواء الآن أو في الماضي.
لاحظ أيضا أنه في بعض البلدان، تشغيل الهيئات للسكك الحديدية  ليست الشركات، ولكن الإدارات الحكومية أو السلطات.
لا سيما في العديد من البلدان الأوروبية بدأت في أواخر 1980s، مع الخصخصة وفصل المسار ملكية وإدارة تشغيل القطارات، هناك الآن العديد من المسار الشركات فقط والقطار-الشركات فقط.

## أفريقيا

### نقابات السكك الحديدية
- الاتحاد الإفريقي للسكك الحديدية (الجمهورية العربية المتحدة)
- جنوب أفريقيا السكك الحديدية الرابطة (ٍSARA) التي تمثل:
  - شركة العصر للوساطة المالية (سكة الحديد في بنغيلافي أنغولا)
  - بوتسوانا السكك الحديدية
  - (Caminhos de Ferro de Moçambique (CFM
  -  (موزامبيق السكك الحديدية)
  - ملاوي السكك الحديدية
  - TransNamib
  - سوازيلند السكك الحديدية
  - تازارا (تنزانيا وزامبيا هيئة السكك الحديدية)
  - زامبيا السكك الحديدية
  - السكك الحديدية الوطنية في زمبابوي
  - تنزانيا مؤسسة السكك الحديدية
  - وسط شرق أفريقيا السكك الحديدية في ملاوي
  - Beitbridge بولاوايو السكك الحديدية
  - السكة الحديد (جنوب أفريقيا)
  - Spoornet (جنوب أفريقيا)

### الجزائر
الجزائر
- الشركة الوطنية للنقل بالسكك الحديدية (SNTF)

### أنغولا
أنغولا
- سكة الحديد في بنغيلا
- Moçâmedes السكك الحديدية
- لواندا السكك الحديدية
- Gunza-جبلة خط

### بنين
بنين
- بنن السكك الحديدية (Benirail & بولور السكك الحديدية منذ 2014)

### بوتسوانا
بوتسوانا
- بوتسوانا السكك الحديدية (BR)

### بوركينا فاسو
بوركينا فاسو
- أبيدجان-النيجر السكك الحديدية (SITARAIL)

### الكاميرون
الكاميرون
- الكاميرون السكك الحديدية الوطنية السلطة (REGIFERCAM)

### ساحل العاج|كوت ديفوار
كوت ديفوار
- أبيدجان-النيجر السكك الحديدية (SITARAIL)

### جمهورية الكونغو
جمهورية الكونغو
- الكونغو-المحيط السكك الحديدية (CFCO)

### جمهورية الكونغو الديمقراطيةجمهورية الكونغو الديمقراطية(زائير سابقا)
بسبب الحرب الأهليةجزء كبير من شبكة السكك الحديدية من ماركا ألمانيا مندوب الكونغو هو لا يعمل حاليا)
- الكونغو السكك الحديدية (CNC)
- ماتادي-كينشاسا السكك الحديدية

### جيبوتي
جيبوتي
- الإثيوبية-جيبوتي السكك الحديدية

### مصر
مصر
- سكك حديد مصر
- ترام القاهرة
- مترو القاهرة
- مونوريل القاهرة
- ترام الإسكندرية
- مترو الإسكندرية

### إريتريا
إريتريا
- الإريترية السكك الحديدية

### إثيوبيا|أثيوبيا
أثيوبيا
- الإثيوبية-جيبوتي السكك الحديدية

### الغابون
الغابون
- غابون الدولة السكك الحديدية (س)

### غانا
غانا
- غانا السكك الحديدية والموانئ (GRP) (غانا نظام السكك الحديدية إلى حد كبير المهجورة)
- غانا شركة السكك الحديدية

### غينيا
غينيا
- غينيا السكك الحديدية

### كينيا
كينيا
- كينيا السكك الحديدية
- سكك حديد ريفت فالي اتحاد

### ليسوتو
ليسوتو
- جنوب أفريقيا السكك الحديدية (SAS/ريال سعودي)

### ليبيريا
ليبيريا
- بونغ شركة التعدين
- Lamgo JV التشغيل Co

### مدغشقر
مدغشقر
- مدغشقر السكك الحديدية

### مالاوي
مالاوي
- ملاوي السكك الحديدية (وسط شرق أفريقيا السكك الحديدية)

### مالي
مالي
- داكار-النيجر السكك الحديدية

### موريتانيا
موريتانيا
- S. N. I. M.

### المغرب
المغرب
- المكتب الوطني للسكك الحديدية.

### موزمبيق
موزمبيق
- موزمبيق دولة السكك الحديدية
- بيرا السكك الحديدية شركة

### ناميبيا
ناميبيا
- TransNamib

### نيجيريا
نيجيريا
- النيجيري مؤسسة سكة حديد

### السنغال
- داكار-النيجر السكك الحديدية

### جنوب أفريقياجنوبأفريقيا
- كيب الحكومة السكك الحديدية
- جنوب أفريقيا السكك الحديدية
- Gautrain (الحديث القطارات عالية السرعة)
- الولادة الحكومية والسكك الحديدية
- هولندا-جنوب أفريقيا شركة السكك الحديدية
- Prasa (ركاب السكك الحديدية وكالة جنوب أفريقيا)
- Shosholoza Meyl
- جنوب أفريقيا السكك الحديدية (SAS/ريال سعودي)
- Transnet الشحن السكك الحديدية
- السكة الحديد

### السودان|سودان
سودان
- سكك حديد السودان
- الجزيرة السكك الحديدية الخفيفة

### إسواتيني|سوازيلاند
سوازيلاند
- سوازي السكك الحديدية

### تنزانيا
تنزانيا
- تنزانيا مؤسسة السكك الحديدية
- تازارا السكك الحديدية

### توغو
توغو
- توغو السكك الحديدية (RCFT)
- على الرغم من توغو السكك الحديدية في المكان، أي القطارات التي تعمل عليها لسنوات عديدة.

### تونس
تونس
- التونسية الوطنية للسكك الحديدية (SNCFT)

### أوغندا
أوغندا
- سكك حديد ريفت فالي اتحاد
- أوغندا مؤسسة السكك الحديدية

### زامبيا
زامبيا
- زامبيا السكك الحديدية
- تازارا السكك الحديدية
- Mulobezi السكك الحديدية
- Maamba منجم الفحم السكك الحديدية
- الماس الحفر الأساسية ركاب خط

### زيمبابوي
زيمبابوي
- السكك الحديدية الوطنية في زمبابوي
- Beitbridge بولاوايو السكك الحديدية

(لا توجد خطوط للسكك الحديدية في بوروندي، الرأس الأخضر، جمهورية أفريقيا الوسطى، تشاد، جزر القمر، غينيا الاستوائية، غامبيا، غينيا-بيساو، موريشيوس، النيجر، رواندا، ساو تومي وبرينسيبي، سيشيل، والصومال.)

## آسيا

### أفغانستان
أفغانستان
- أفغانستان فقط 24.6 كيلومتر من السكك الحديدية التي  رؤوس السكة الحديدية من البلدان المجاورة. إيران وتركمانستان خطة لمساعدة أفغانستان على بناء شبكة السكك الحديدية التي من شأنها أن تمكن إيران وتركيا إلى ربط مع آسيا الوسطى.[1]

### بنغلاديش
بنغلاديش
- بنغلاديش السكك الحديدية

### ميانمار
ميانمار
- اتحاد بورما السكك الحديدية

### هونغ كونغ
هونغ كونغ
- استعراض منتصف المدة المحدودة شركة
- كولون-كانتون مؤسسة سكة حديد 
(شبكتها حاليا تعمل من خلال استعراض منتصف المدة المحدودة شركة تحت 50 سنة امتياز الخدمة منذ عام 2007.)
- ذروة ترامواي الشركة المحدودة
- هونغ كونغ ترامواي محدودة
- Ocean Park شركة

### الهند
الهند
- السكك الحديدية الهندية (IR)
- السكك الحديدية عالية السرعة شركة الهند المحدودة (HSRC)
- السكك الحديدية فيكاس نيجام المحدودة (RVNL)
- المناسك (السكك الحديدية في الهند التقنية والاقتصادية الخدمة)
- كونكان مؤسسة سكة حديد (KRC)
- كلكتا ترامواي شركة (مكافحة الإرهاب)
- كولكاتا مترو السكك الحديدية شركة (KMRC)
- مترو دلهي السكك الحديدية شركة (DMRC)
- مومباي مترو واحد Pvt Ltd (MMOPL)
- مومباي مترو السكك الحديدية شركة (MMRC)
- مومباي السكك الحديدية فيكاس شركة (MRVC)
- تشيناي مترو السكك الحديدية المحدودة (CMRL)
- السريع السكة الحديد جورجاون المحدودة. (RMGL)
- بنغالور مترو السكك الحديدية المحدودة شركة (BMRCL)
- حيدر أباد مترو السكك الحديدية المحدودة. (HMRL)
- جايبور مترو السكك الحديدية شركة (JMRC)
- ولاية كيرالا المونوريل شركة محدودة (KMCL)
- كوتشي مترو السكك الحديدية المحدودة (KMRL)
- لكنو مترو السكك الحديدية Corporation Ltd (LMRCL)

### إندونيسيا
إندونيسيا
- PT Kereta Api إندونيسيا (Persero) (السكك الحديدية الإندونيسية / PT KAI)

### إيران
إيران
- جمهورية إيران الإسلامية السكك الحديدية
- السكك الحديدية والخدمات التقنية هندسة البناء شركة (RSTC Co.)
- رجا النقل بالسكك الحديدية في الشركة
- Behtash سيباهان شركة النقل بالسكك الحديدية (BTSCo)
- شركة النقل بالسكك الحديدية
- السكك الحديدية المنشآت والانشاءات الهندسية شركة (الصابورة)
- السكك الحديدية Tarabar سابا (النقل)

### العراق
العراق
- السكك الحديد العراقية (IRR)

### فلسطين
فلسطين
- فلسطين الحديدية
- Carmelit العالم أصغر نظام مترو الأنفاق في حيفا
- CityPass، وبناء وتشغيل القدس السكك الحديدية الخفيفة
- NTAوبناء سوف تعمل الشيخ مؤنس السكك الحديدية الخفيفة

### اليابان
اليابان
- اليابان المجموعة الحديدية (JR)

### الأردن
الأردن
- السكة الحديديه الحجازية الأردنية
- مؤسسة سكة حديد العقبة

### كازخستان
- كازاخستان تمير Zholy (كازاخستان السكك الحديدية)

### لبنان
لبنان
- لبنان الدولة السكك الحديدية

### ماليزيا
ماليزيا
- Keretapi تاناه الملايو (الملايا السكك الحديدية محدودة)
- RapidKL (السكك الحديدية الخفيفة العابر في كوالالمبور)
- عبر السكك الحديدية الرابط Sdn. Bhd.
- السكك الحديدية السريعة (Sdn Bhd (KL Monorail
- الدارجة استشاري Sdn Bhd

### نيبال
نيبال
- نيبال السكك الحديدية
- نيبال الحكومة السكك الحديدية

### كوريا الشمالية
كوريا الشمالية
- الكورية السكك الحديدية

### باكستان
باكستان
- باكستان السكك الحديدية (PR)
- كراتشي دائرية السكك الحديدية (KCR)

هناك عدد قليل من الشركات الخاصة التي تقدم  حمل خاص. باكستان اكسبرس هو درجة رجال الأعمال الجديدة خصخصتها القطار.

### الصين
الصين
- الصين السكك الحديدية

### الفلبين|الفليبين
الفليبين
- السكك الحديدية الخفيفة العابر السلطة (مانيلا LRT-1 ومانيلا LRT-2)
- مترو السكك الحديدية العابر شركة (مترو مانيلا-3)

### السعوديةالسعودية
- السكك الحديدية السعودي
- والشركة السعودية للخطوط الحديدية (سار)

### سنغافورة
سنغافورة
- مشغلي الرئيسية
  - SBS العبور (ComfortDelGro)
  - SMRT القطارات (SMRT شركة)
- المشغلين الآخرين
  - سلطة الطيران المدني في سنغافورة (مطار شانغي Skytrain)
  - محميات الحياة البرية في سنغافورة (جورونغ بيرد بارك Panorail)
  - سنتوسا شركة تطوير (سنتوسا Express)

### كوريا الجنوبية
كوريا الجنوبية
- ركاب قطار الشحن
  - Korail
- قطار ركاب
  - أريكس
- مترو الانفاق
  - بوسان شركة النقل
  - دايجو شركة مترو الأنفاق
  - دايجون التعبير عن Transti شركة
  - غوانغجو العاصمة النقل السريع شركة
  - انشيون العبور شركة
  - Korail
  - سيول مترو
  - سيول مترو Line9
  - سيول العاصمة النقل السريع شركة
  - NeoTrans Co. Ltd. (Shinbundang خط)
  - يونجين السكك الحديدية الخفيفة شركة
- تتبع إدارة
  - كوريا شبكة السكك الحديدية السلطة
- نظام الإشارات
  - Yookyung التحكم

### سريلانكا
سريلانكا
- سري لانكا السكك الحديدية

### سوريا
سوريا
- المؤسسة العامة للخطوط الحديدية السورية
- المؤسسة العامة للخط الحديدي الحجازي التي تدير خط حديد الحجاز

### تايوان
تايوان
- تايوان إدارة السكك الحديدية
- تايوان عالية السرعة السكك الحديدية شركة
- مترو تايبيه
- كاوشيونغ للنقل الجماعي السريع

### تايلاند
تايلاند
- السكك الحديدية من تايلاند
- BTS skytrain ، (بانكوك النقل الجماعي: قطار السماء المشغل، BTS)
- مترو الأنفاق (BMCL, بانكوك مترو الشركة المحدودة: قطار تحت الأرض المشغل)

### تركمانستان
تركمانستان
- السكك الحديدية من تركمانستان

### فيتنام
فيتنام
- فيتنام السكك الحديدية

## أوروبا

### الاتحادالدولي للسكك الحديدية
الاتحاد الدولي للسكك الحديدية

### ألبانيا
ألبانيا
- HSH (الألباني السكك الحديدية - Hekurudha Shqiptare)

### النمسا
النمسا
- ÖBB (السكك الحديدية الاتحادية النمساوية - Österreichische Bundesbahnen حتى عام 1938 يسمى BBÖ)
- StLB (ستيريا المحافظات السكك الحديدية - Steiermärkische Landesbahnen) دي:Steiermärkische Landesbahnen
- MBS (Montafonerbahn شرنز من بلودنز إلى شرنز) دي:Montafonerbahn
- GKB (غراتس-Köflacher Eisenbahn) دي:غراتس-Köflacher Eisenbahn
- LTE (Logistik - und Transport GmbH) دي:Logistik - und Transport GmbH

### أذربيجان
أذربيجان
- ركاب قطار الشحن
  - آدي (أذربيجان السكك الحديدية - Azərbaycan Dəmir Yolları)
- مترو الانفاق
  - مترو باكو (باكي Metropoliteni)

### روسيا البيضاء
روسيا البيضاء
- البيلاروسية السكك الحديدية - (بالبيلاروسية: БЧ, Беларуская Чыгунка), Белорусская железная дорога البيلاروسية السكك الحديدية الموقع

### بلجيكا
بلجيكا
- NMBS/SNCB (البلجيكي السكك الحديدية الوطنية - الوطنية Maatschappij دير Belgische Spoorwegen / Société Nationale des Chemins de fer belges)، مختصر في الهولندية والفرنسية.
- Lineas
- ديلن & Le Jeune البضائع NV

### البوسنة والهرسك|البوسنة والهرسك
البوسنة والهرسك
- ŽFBH (السكك الحديدية في اتحاد البوسنة والهرسك - Željeznice Federacije Bosne i Hercegovine)
- ŽRS (السكك الحديدية في جمهورية صربسكا - Željeznice Republike Srpske)

### بلغاريا
بلغاريا
- BDZh (الدولة البلغارية السكك الحديدية - Български Държавни Железници, Bălgarski Dărzhavni Zheleznitsi)

### كرواتيا
كرواتيا
- HŽ (السكك الحديدية - Hrvatske željeznice)

### التشيك
التشيك
- SŽDC (Správa železniční dopravní cesty, s.o. - البنية التحتية للسكك الحديدية والإدارة الدولة المنظمة)
- ČD (سيسك dráhy.s. - التشيكية السكك الحديدية)
- ČDC (ČD البضائع.s.)
- JHMD (Jindřichohradecké místní dráhy - جيندريتشوف هرادك المحلية والسكك الحديدية)
- AWT (العالم المتقدم النقل.s.)
- اليونيدو (Unipetrol النقل والخدمات.s.)
- MTR (METRANS السكك الحديدية، ق.r.o.)
- RJ (RegioJet .s.)
- ليو (ليو اكسبرس.s.)
- GWTR (GW القطار ريدجو.s.)
- CXM (كونكس Morava .s.)
- ODOS (Ostravská dopravní společnost.s.)
- SDKD (SD - Kolejová النقل والخدمات.s.)
- CZL (تشيكوسلوفاكيا اللوجستية، ق.r.o.)

### الدنمارك
الدنمارك
- DSB (الدنماركية الدولة السكك الحديدية - دانسك Statsbaner)
- أريفا الدنمارك
- GDS/HFHJ (Gribskovbanen / هيلرود-Frederiksværk-هوندستد Jernbane)
- HHJ (Odderbanen (ن ا ع ع-نينغ Herreders Jernbane))
- HL (العاصمة المحلية السكك الحديدية - Hovedstadens Lokalbaner)
- HTJ/OHJ (هونغ-تولوس Jernbane / Odsherreds Jernbane)
- LJ (Lollandsbanen)
- في (ليل نورد)
- LNJ (لينغبي-Nærum Jernbane)
- نيو جيرسي (شمال جوتلاند السكك الحديدية - Nordjyske Jernbaner)
- ØSJS (شرق السكة الحديد - Østbanen (Østsjællandske Jernbaneselskab))
- VLTJ (Lemvigbanen (Vemb-Lemvig-Thyborøn Jernbane)). أغنية شعبية عن السكك الحديدية من قبل الدنماركية الفرقة Tørfisk هو ببساطة يسمى VLTJ.
- VNJ (غرب السكة الحديد - Vestbanen (فاردي-Nørre Nebel Jernbane))

### إستونيا
إستونيا
- CoalTerminalTrans الفحم تدريب المشغل وmuuga الفحم محطة (تعمل في 2006)
- Edelaraudtee (الركاب والبضائع؛ 1997-2014)
- Eesti Raudtee (الإستونية السكك الحديدية الوطنية raylway الشركة؛ خصخصتها عام 2001، إعادة تأميم 2006-2007)
- Elektriraudtee (السكك الحديدية الكهربائية، تالين الضواحي ركاب السكك الحديدية; 1998-2013)
- Elron (المملوكة للحكومة قطار ركاب مشغل; 2013–)
- تذهب السكك الحديدية (اسمه EVR Ekspress حتى عام 2006 ؛ تالين–موسكو خدمة الركاب مشغل; 1998–)
- Põlevkivi Raudtee (الفحم تدريب المشغل نارفا محطات الطاقة)
- Raudteeinspektsioon (سابقا Raudteeamet; الإستونية السكك الحديدية التفتيش (المنظم); 1999–)
- سبيسكوم (قطار شحن مشغل; 2004–)
- Westgate النقل (Transoilالشحن تدريب المشغل)

### فنلندا
فنلندا
خدمات الركاب
- الواقع الافتراضي (VR المحدودة—VR Oy)
- Pääkaupunkiseudun Junakalusto أوي

الشحن فقط
- Proxion القطار أوي
- Teollisuuden Raideliikenne أوي

### فرنسا
فرنسا
- Chemins de Fer de Provence(CfP) (التشغيل 1٬000 mm (3 ft 33⁄8 in) القطارات لطيفة–دين)
- اليورو البضائع بالسكك الحديدية
- Getlink
- SNCF (الوطنية الفرنسية للسكك الحديدية - Société Nationale des Chemins de fer الفرنسية)
  - Chemins de fer de l'est
  - Chemins de fer de وقع
  - Chemins de fer de L'ouest
  - Chemins de fer دو نورد
  - Chemins de fer de Paris à Lyon et à la Méditerranée
  - Chemins de fer de Paris à أورليانز et du Midi
- RATP (باريس هيئة النقل - Régie Autonome de ينقل Parisiens)
- SNCB : الخدمات بين ليل، ضواحيها وبلجيكا
- يوروستار: الخدمات بين جبال الألب ومرسيليا وباريس وليل لندن
- تاليس: الخدمات بين جبال الألب، مرسيليا، باريس، آخن، بروكسل، كولون، أمستردام
- Lyria : الخدمات بين مونبلييه، مرسيليا، باريس وسويسرا
- Renfe : الخدمات بين باريس، ليون، تولوز ومرسيليا وبرشلونة مدريد
- Thello : الخدمات بين باريس ومرسيليا ونيس ميلان وتورينو والبندقية
- RDT13
- Ouigo : الخدمات بين مرسيليا ومونبلييه ليون المطار منتجع ديزني لاند باريس
- RTM : مرسيليا هيئة النقل العام - Régie des Transports de Marseille
- DB
- CFL : الخدمات بين لوكسمبورغ وVolmerange-les-Mines.

### ألمانيا
ألمانيا
*دويتشه بان (DB AG الألمانية السكك الحديدية 1992-) دي:Liste دويتشر Eisenbahngesellschaften

#### ركاب السكك الحديدية
- ABELLIO - Abellio GmbH de:Abellio Rail
- ABG - Anhaltische Bahn Gesellschaft mbH de:Dessau-Wörlitzer Eisenbahn-Gesellschaft (?)
- AKN - AKN Eisenbahn AG de:AKN Eisenbahn
- ALEX - Allgäu-Express de:Allgäu-Express
- AVG - Albtal-Verkehrs-Gesellschaft mbH de:Albtal-Verkehrs-Gesellschaft
- BBG - Bahnbetriebsgesellschaft Stauden mbH
- BKD - Borkumer Kleinbahn und Dampfschiffahrt GmbH de:Borkumer Kleinbahn
- BLB - Burgenlandbahn GmbH de:Burgenlandbahn
- BayOB - Bayerische Oberlandbahn GmbH Bayerische Oberlandbahn
- BOB - Bodensee-Oberschwaben-Bahn GmbH de:Bodensee-Oberschwaben-Bahn
- BSB - Breisgau-S-Bahn-Gesellschaft de:Breisgau-S-Bahn
- BSEG - Brohltal Schmalspur-Eisenbahn Betriebs-GmbH
- BVO - Busverkehr Ober- und Westerzgebirge Bahn GmbH
- BZB - Bayerische Zugspitzbahn AG de:Bayerische Zugspitzbahn
- CBC - City Bahn Chemnitz GmbH de:Chemnitzer Verkehrs-Aktiengesellschaft & de:Verkehrsverbund Mittelsachsen
- Chiemsee-Bahn de:Chiemsee-Bahn
- CS - Connex Sachsen GmbH de:Connex Sachsen
- DBG - Döllnitzbahn GmbH [2]
- Drachenfelsbahn - Bergbahnen im Siebengebirge AG
- EB - Erfurter Bahn
- EGB - DBAG Erzgebirgsbahn de:Erzgebirgsbahn
- EIB - Erfurter Industriebahn GmbH (historic)
- Eurobahn - Rhenus Keolis GmbH & Co. KG de:Eurobahn
- EVB - Eisenbahnen und Verkehrsbetriebe Elbe-Weser GmbH de:Eisenbahnen und Verkehrsbetriebe Elbe-Weser
- FEG - Freiberger Eisenbahngesellschaft mbH de:Freiberger Eisenbahn
- FKE - Frankfurt-Königsteiner Eisenbahn AG de:Frankfurt-Königsteiner Eisenbahn
- FME - Franconian Museum Railway e.V. de:Fränkische Museums-Eisenbahn
- GVG - Georgs-Verkehrs-GmbH
- HEX - HarzElbeExpress (Connex Sachsen-Anhalt GmbH) de:Connex-Fernverkehr
- HLB - Hessische Landesbahn GmbH de:Hessische Landesbahn
- HSB - Harzer Schmalspurbahnen
- HSB - Heidelberger Straßen- und Bergbahn AG
- HTB - Hellertalbahn GmbH de:Hellertalbahn
- HzL - Hohenzollerische Landesbahn AG de:Hohenzollerische Landesbahn
- IL - Inselbahn Langeoog Inselbahn Langeoog
- KHB - DBAG Kurhessenbahn de:Kurhessenbahn
- KML - Kreisbahn Mansfelder Land GmbH
- Mecklenburgische Bäderbahn
- MBB - Mecklenburgische Bäderbahn Molli GmbH
- ME - Metronom Eisenbahngesellschaft mbB de:Metronom Eisenbahngesellschaft
- MeBa - Mecklenburg Bahn GmbH
- NB - Nordseebahn de:NordseeBahn
- NBE - Nordbahn Eisenbahngesellschaft mbH de:Nordbahn (Schleswig-Holstein)
- NEB - Niederbarnimer Eisenbahn de:Niederbarnimer Eisenbahn
- NEG - NEG Niebüll mbH (former NVAG) de:Norddeutsche Eisenbahngesellschaft mbH (?)
- NOB - Nord-Ostsee-Bahn de:Nord-Ostsee-Bahn
- NWB - NordWestBahn de:NordWestBahn
- OBS - DBAG Oberweißbacher Berg- und Schwarzatalbahn de:Oberweißbacher Berg- und Schwarzatalbahn
- ODEG - Ostdeutsche Eisenbahn GmbH de:Ostdeutsche Eisenbahn
- OEG - Oberrheinische Eisenbahngesellschaft AG de:Oberrheinische Eisenbahn
- OLA - Ostseeland-Verkehr GmbH (former MeBa/OME) de:Ostseeland Verkehr
- OPB - Oberpfalzbahn de:Oberpfalzbahn
- OSB - Ortenau-S-Bahn de:Ortenau-S-Bahn
- PEG - Prignitzer Eisenbahn-Gesellschaft de:Prignitzer Eisenbahn
- RBG - Regental Bahnbetriebe GmbH ("Länderbahn") Regentalbahn
- RBK - Regionalbahn Kassel GmbH de:Regionalbahn Kassel
- Regio-Bahn GmbH
- RHB - Rhein-Haardt-Bahn GmbH de:Rhein-Haardt-Bahn
- RNV - Rhein-Neckar-Verkehr GmbH de:Rhein-Neckar-Verkehr
- RTB - Rurtalbahn GmbH & Co. KG (former DKB) de:Rurtalbahn
- RüKB - Rügensche Kleinbahn GmbH & Co.
- Saarbahn GmbH de:Saarbahn GmbH
- S-Bahn Berlin GmbH
- SBB - Schweizerische Bundesbahn GmbH
- SBE - Sächsisch-Böhmische-Eisenbahn de:Sächsisch-Böhmische Eisenbahngesellschaft
- SHB - Schleswig-Holstein-Bahn GmbH de:Schleswig-Holstein-Bahn
- SHG - S-Bahn Hamburg GmbH
- SOB - DBAG SüdostBayernBahn de:SüdostBayernBahn
- SOEG - Sächsisch-Oberlausitzer Eisenbahngesellschaft mbH de:Verkehrsverbund Oberlausitz-Niederschlesien
- SSB - Stuttgarter Straßenbahnen AG de:Stuttgarter Straßenbahnen
- STB - Süd-Thüringen Bahn de:Süd-Thüringen Bahn
- STE - Strausberger Eisenbahn GmbH de:Strausberger Eisenbahn GmbH
- SWEG - Südwestdeutsche Verkehrs AG de:Südwestdeutsche Verkehrs AG
- TDR - Trans regio Deutsche Regionalbahn GmbH de:Trans regio
- TE - Trossinger Eisenbahn de:Trossinger Eisenbahn
- UBB - Usedomer Bäderbahn de:Usedomer Bäderbahn
- VBG - Vogtlandbahn GmbH de:Vogtlandbahn
- VBK - Verkehrsbetriebe Karlsruhe GmbH de:Verkehrsbetriebe Karlsruhe GmbH
- vectus - Vectus Verkehrsgesellschaft de:Vectus
- VIAS - VIAS GmbH (Odenwald-Bahn) de:VIAS GmbH
- WB - WestfalenBahn de:WestfalenBahn
- WEBA - Westerwaldbahn GmbH de:Westerwaldbahn des Kreises Altenkirchen GmbH
- WEG - Württembergische Eisenbahn-Gesellschaft de:Württembergische Eisenbahn-Gesellschaft
- Wendelsteinbahn GmbH de:Wendelsteinbahn
- WFB - DBAG WestFrankenBahn de:WestFrankenBahn
- ??? - Zahnradbahn, Stuttgart

#### الدولة التاريخية للسكك الحديدية
- دويتشه Bundesbahn (DB - الألمانية الاتحادية السكك الحديدية)
- دويتشه Reichsbahn (DR - ألمانيا الشرقية السكك الحديدية)
- دويتشه Reichsbahn-Gesellschaft (DRB - الدولة الألمانية السكك الحديدية 1920-45)

### اليونان
اليونان
- TrainOSE وOSE (السكك الحديدية اليونانية المنظمة Οργανισμός Σιδηροδρόμων Ελλάδας, Organismós Sidirodrómon Elládas)

### المجر
المجر
خدمات الركاب
- MÁV (الدولة المجرية السكك الحديدية - المجرية Államvasutak)، مدير البنية التحتية
- GySEV/ROeEE (جيور-سوبرون-Ebenfurth السكك الحديدية - غيور-سوبرون-Ebenfurti Vasút / راب-Oedenburg-Ebenfurter Eisenbahn - Hungaro-النمساوية السكك الحديدية الإقليمية الشركة)، مدير البنية التحتية

الشحن فقط
- السكك الحديدية الشحن Hungaria - سابقا MÁV البضائع
- AWT السكك الحديدية هو جين تاو (الفرعية المتقدمة في العالم مجموعة النقل)
- إم إم (المجرية خاصة السكك الحديدية المحدودة - المجرية Magánvasút Zrt.)
- فلويد (المجرية خاصة السكك الحديدية التعهد)

### آيسلندا|أيسلندا
أيسلندا
- وبصرف النظر عن خط قصير المستخدمة في بناء ميناء ريكيافيك في أوائل القرن 20th، لم تكن هناك أي خطوط السكك الحديدية في أيسلندا.

### جمهورية أيرلندا|إيرلندا
إيرلندا
- Iarnród اللجنة - السكك الحديدية الأيرلندية جزء من Córas Iompair اللجنة (CIÉ)

### إيطاليا
إيطاليا
- Alifana, operates, also as Metrocampania Nordest, in northern Campania region
- ATM operates tramway routes in and around Milan, and the Milan Metro underground network
- FAL, operates in Basilicata and Calabria regions
- Metropolitana di Roma, Metro or Subway in Rome
- FCU, operates in the Umbria region
- Ferrovia Circumetnea, the local narrow-gauge line around Mount Etna
- Ferrovia del Bernina, the local railway of the Bernina mountain range
- Ferrovia Genova-Casella, a narrow-gauge line in Genoa
- Ferrovie del Gargano, operates in the northern Apulia region
- Ferrovie della Calabria, operates in the Calabria region
- Ferrovie della Sardegna, operates in almost all of the island and region of Sardinia
- Ferrovie dello Stato, or "FS", Italian State Railways, nationwide
- Ferrovie del Sud Est, operates in the central and southern Apulia region
- FER, operates trains in the Emilia Romagna region
- FNM, operates trains in Lombardy and Piedmont
- FUC, operates Ferrovia Udine-Cividale in the Friuli region
- GTT, operates in the Turin metropolitan area
- LFI, operates in the Tuscany region
- Trenord, operates in Lombardy region
- Met.Ro., operates Ferrovia Roma-Viterbo in the area of Rome
- NTV, a private high-speed train operator
- Sangritana, operates in the Abruzzo region
- SEPSA, operates the Cumana railway and the Circumflegrea railway in the Naples metropolitan area
- SFSM, operates as Ferrovia Circumvesuviana narrow-gauge lines in the Naples metropolitan area
- Sistemi Territoriali, operates in the Veneto region
- TFT (the passenger division of LFI)
- Trenitalia (passenger division of FS)
- Trentino trasporti, railway Ferrovia Trento-Malè and a bus company in the Province of Trento
- Qazaqstan تمير Zholy (كازاخستان السكك الحديدية)

### كوسوفو
كوسوفو
- كوسوفو السكك الحديدية (كوسوفو السكك الحديدية ج. س. ج - Hekurudhat e Kosovës Sh.أ - Kosovske Železnice D. O. O.)

### لاتفيالاتيفا
- LDz (لاتفيا السكك الحديدية - Latvijas dzelzceļš - مدير البنية التحتية)
- Baltijas Ekspresis (خاصة شركة السكك الحديدية - قطار بضائع)
- Baltijas Tranzita Servis (خاصة شركة السكك الحديدية - قطار بضائع)
- LDz البضائع (قطار بضائع)
  - Pasažieru Vilciens (قطار ركاب)

### ليتوانيا
ليتوانيا
- LG (ليتوانيا السكك الحديدية - Lietuvos geležinkeliai)
- ASG (Aukštaitijos السكة الحديدية الضيقة - Aukštaitijos siaurasis geležinkelis)

### لوكسمبورغ
لوكسمبورغ
- CFL (لوكسمبورغ للسكك الحديدية - Chemins de Fer Luxembourgeois)

### مقدونيا (توضيح)|مقدونيا
مقدونيا
- MZ (Macedoniann السكك الحديدية - Makedonski Zeleznici)

### مالطا
مالطا
- مالطا شركة السكك الحديدية المحدودة (1883-1890)
- حكومة مالطا (1892-1931)

### مولدوفا|مولدافيا
مولدافيا
- CFM (مولدوفا السكك الحديدية - Calea Ferată الدين مولدوفا)

### موناكو
موناكو
- SNCF (الوطنية الفرنسية للسكك الحديدية - Société Nationale des Chemins de fer الفرنسية)

### الجبل الأسود|الجبل الاسود
الجبل الاسود
- السكك الحديدية من الجبل الأسود (السكك الحديدية من الجبل الأسود - Željeznica Crne Gore)

### هولندا
هولندا
- NS (السكك الحديدية الهولندية - Nederlandse Spoorwegen)
- أريفا هولندا
- Syntus
- فيوليا النقل
- Connexxion
- NS Hispeed

بعض الهولندية محطات السكك الحديدية الإيطالية، حتى للرحلات داخل البلاد الأجنبية شركات السكك الحديدية تحت مسؤولية NS; هذه الشركات هي:
- DB ريدجو، بما في ذلك DB Regionalbahn فيستفالن وDB Euregiobahn
- Prignitzer Eisenbahn (جزء من أريفا ألمانيا)
- Eijsden محطة السكك الحديدية، والذي يتم تقديمه من قبل شركة السكك الحديدية الوطنية في بلجيكا.

شركات الشحن في هولندا
- أعمال
- Rail4Chem
- Captrain
- فيوليا النقل هولندا
- ERS السكك الحديدية
- روتردام السكك الحديدية التغذية
- PortFeeders
- Railion / DB Schenker
- بيمو السكك الحديدية

هناك أيضا بضعة من القطار ميثاق الشركة نشطة في هولندا؛
- شركة إي إي تي سي
- - ألبن Express
- - Skitrein
- - Skitrein ديسكو
- - السيارات Slaaptrein
- RailInsight

- Berglandtrein
- HerikRail

### النرويج
النرويج
- النرويجية الدولة السكك الحديدية (الحالية) (المملوكة للدولة)
- النرويجية السكك الحديدية الوطنية للإدارة (البنية التحتية) (المملوكة للدولة)
- CargoNet (المملوكة للدولة)
- Railcare Tåg (السويدية شركات البنية التحتية للسكك الحديدية)
- مطار القطار السريع
- هيكتور السكك الحديدية
- Malmtrafikk
- NSB Gjøvikbanen (المملوكة للدولة)
- SJ (السويدية السكك الحديدية)

### بولندا
بولندا
- Koleje Dolnośląskie (سيليزيا السفلى والسكك الحديدية. د. ك) - الإقليمية مشغل السكك الحديدية في سيليزيا السفلى فويفود.
- Koleje Małopolskie (Lesser Poland السكك الحديدية; كمال) - الإقليمية مشغل السكك الحديدية في بولندا الصغرى فويفود.
- Koleje Mazowieckie (السكك الحديدية Mazovia; KMKOL) - الإقليمية مشغل السكك الحديدية في Masovian فويفود.
- Koleje سلاسكي (سيليزيا السكك الحديدية; كسل) - الإقليمية مشغل السكك الحديدية في سيليزيا فويفود.
- Koleje Wielkopolskie (البولندية أكبر بولندا السكك الحديدية; كيلوواط) - الإقليمية مشغل السكك الحديدية في بولندا الكبرى فويفود.
- Łódzka Kolej Aglomeracyjna (لودز التكتل السكك الحديدية) - ركاب مشغل السكك الحديدية القائمة في لودز، المملوكة من قبل فويفود الحكومة.
- PKP (Polskie Koleje Państwowe - البولندية الدولة السكك الحديدية)
  - PKP البضائع
  - PKP بين المدن
  - PKP LHS (واسع-قياس خط المشغل)
  - PKP PLK (البنية التحتية)
- تهانينا Kolej Science - العاصمة السكك الحديدية المملوكة من قبل فويفود كلب صغير طويل الشعر
- Przewozy Regionalne
- Szybka Kolej Miejska (Tricity) (Szybka Kolej Miejska - S-Bahn نوع الخدمة في بولندا Tricity المنطقة)
- Szybka Kolej Miejska (وارسو)
- الجودة Kolej Dojazdowa
- أريفا PCC - اتحاد PCC السكك الحديدية وأريفا بولسكا فاز المزاد من الركاب خدمة السكك الحديدية على الديزل خطوط في Kuyavian-كلب صغير طويل الشعر الإنتاج لمدة 3 سنوات (من كانون الأول / ديسمبر 2007)
- CTL Logistics
- Lotos Kolej
- Orlen KolTrans
- PCC المتعدد الوسائط
  - PCC السكك الحديدية ريبنيك
  - PCC سلاسكي Linie Kolejowe (البنية التحتية)
- Trakcja بولسكا (مبنى الشركة)

### البرتغال
البرتغال

#### شركات الدولة
- م أ (البرتغالية السكك الحديدية - Caminhos de ferro portugueses); منذ 2004: البرتغالية القطارات - Comboios دي البرتغال
- IP البنية التحتية لفتة; منذ 2015

#### الدولة المترو الشركات
- Metro de Lisboa
- مترو بورتو تفعل

#### الشركات الخاصة
- Fertagus
- Takargo (في شراكة مع COMSA)

### رومانيا
رومانيا

#### شركات الدولة
- Căile Ferate Române الدولة شركة السكك الحديدية

#### الشركات الخاصة
- Grup Feroviar Român
- Unifertrans
- Servtrans
- Regiotrans
- البضائع العابرة Vagon
- CTF
- SAAF
- كونستانتين المجموعة
- السكك الحديدية القوة
- Sudarec
- RollingStock
- عبر تيرا

#### شركة خاصة بالسكك الحديدية
- دوري عبر
- CET سوسيفا
- CET براسوف
- Termocentrala ديفا-Mintia
- AZOMURES
- Bega المجموعة
- CefMur
- الكهربائية شركات ياش
- Vitrometan الإعلام
- Remarul 16 Februarie
- Transferoviar Grup
- Softrans
- Transcombi
- عبر حملة Feroviar
- مجموعة CFR
- عبر الأزرق
- Classfer

#### السكك الحديدية الخفيفة
- Metrorex - بوخارست مترو للنقل السريع
- الفئران - وسائل النقل العام بما في ذلك الترام والسكك الحديدية الخفيفة

### روسيا
روسيا
- السكك الحديدية الروسية (السكك الحديدية الروسية - Российские железные дороги, Rossiskiye Zheleznye Dorogi)
- الشحن واحد (الشحن - Первая Грузовая Компания, Pervaya Gruzovaya Companiya)
- جديد شركة الشحن (Новая перевозочная компания)
- يامال شركة السكك الحديدية
- السكك الحديدية من ياقوتيا

### صربيا
صربيا
- ŽS (الصربية السكك الحديدية - Železnice صربيا)
  - Srbija voz - نقل الركاب
  - Srbija kargo - نقل البضائع
- Kombinovani Prevoz السكك الحديدية الخاص المشغل
- Despotija د.o.o. خاصة شركة السكك الحديدية
- ŽT خيمة (النقل بالسكك الحديدية من TPP نيكولا تيسلا - Železnički النقل Termoelektrane نيكولا تسلا)

### سلوفاكيا
سلوفاكيا
- ŽSR (Železnice Slovenskej Republiky - السكك الحديدية في الجمهورية السلوفاكية، مدير البنية التحتية)
- ZSSK (Železničná Spoločnosť Slovensko.s.، نقل الركاب المشغل)
- ZSSSSKČS (Železničná Spoločnosť البضائع سلوفاكيا.s.، نقل البضائع المشغل)
- BRKS (Bratislavská regionálna koľajová spoločnosť.s.)
- LTT (LTE Logistik النقل Slovakia s.r.o.)
- SŽDS (Slovenská železničná dopravná spoločnosť.s.)

### سلوفينيا
سلوفينيا
- SŽ (السلوفينية السكك الحديدية - Slovenske železnice)
- أدريا النقل، خاصة شركة السكك الحديدية في سلوفينيا دي:أدريا النقل

### إسبانيا
إسبانيا
- Adif (البنية التحتية للسكك الحديدية مدير Administrador de Infraestructura Ferroviaria)
- RENFE (شاغل الوظيفة القطار التعهد واسعة قياس مستوى)
- FEVE (السكك الضيقة - Ferrocarriles دي فيا Estrecha)
- EuskoTren (الباسك السكك الحديدية - Eusko Trenbideak)
- FGC (الكاتالونية الحكومة السكك الحديدية - Ferrocarrils de la Generalitat de Catalunya)
- FGV (بلنسية الحكومة السكك الحديدية - Ferrocarrils de la Generalitat Valenciana)
- خ (سويير السكك الحديدية السكك الحديدية de Soller)
- SFM (مايوركا خدمات السكك الحديدية - Serveis Ferroviaris دي مايوركا)
- أكسيونا السكك الحديدية (المشغل الخاص)
- أرسيلور ميتال Siderail (المشغل الخاص)
- COMSA النقل بالسكك الحديدية (المشغل الخاص)
- القاري السكك الحديدية (المشغل الخاص)
- اليورو البضائع بالسكك الحديدية (المشغل الخاص)
- Logitren (المشغل الخاص)
- Tracción السكك الحديدية (المشغل الخاص)
- Transfesa (المشغل الخاص)
- Transitia السكك الحديدية (المشغل الخاص)
- منخفضة التكلفة السكك الحديدية (المشغل الخاص)

### السويد
السويد
- أرلاندا Express
- Bergslagernas Järnvägar
- BK Tåg
- فيوليا النقل
- الأخضر البضائع
- هيكتور السكك الحديدية AB
- MTR Express
- مترو ستوكهولم
- SJ (السكك الحديدية - Statens Järnvägar)
- Stockholmståg
- Skandinaviska Jernbanor
- ربما يجب أن يبقوا معك

### سويسرا
سويسرا
انظر أيضا: السويسري السكك الحديدية، لائحة شركات السكك الحديدية في سويسرا
- AB (Appenzeller Bahnen, de:Appenzeller Bahnen)
  - RHB (Rorschach-Heiden-Bahn)
  - RhW (Bergbahn Rheineck–Walzenhausen)
  - TB (Trogenerbahn, de:Trogenerbahn)
- ASm (Aare Seeland mobil) de:Aare Seeland mobil
- BC (Blonay-Chamby)
- BDWM (BDWM Transport AG), merger of
  - BD (Bremgarten-Dietikon-Bahn)
  - WM (Wohlen-Meisterschwanden-Bahn)
- BLM (Bergbahn Lauterbrunnen-Mürren)
- BLS (BLS AG), merger of
  - BLS (Bern - Lötschberg - Simplon bahn)
  - RM (Regionalverkehr Mittelland AG de:Regionalverkehr Mittelland)
    - EBT (Emmental-Burgdorf-Thun Bahn de:Emmental-Burgdorf-Thun-Bahn)
- BLT (Baselland Transport, de:Baselland Transport)
- BOB (Berner Oberland Bahnen), also owns
  - SPB (Schynige Platte Bahn)
- BRB (Brienz Rothorn Bahn)
- BVB (Basler Verkehrs-Betriebe)
- CIS (Cisalpino), Train operating company
- CJ (Chemins de fer du Jura de:Chemins de fer du Jura)
- Db (Dolderbahn, Zürich)
- DFB (Dampfbahn Furka-Bergstrecke)
- DVZO (Dampfbahn-Verein Zürcher Oberland), preserved line ex-SBB
- FART (Ferrovie autolinee regionali ticinesi)
- FB (Forchbahn)
- FLP (Ferrovia Lugano-Ponte Tresa)
- FW (Frauenfeld-Wil-Bahn de:Frauenfeld-Wil-Bahn)
- GGB (Gornergrat-Monte Rosa-Bahnen)
- JB (Jungfraubahn)
- KLB (Kriens-Luzern-Bahn), short freight line until December 2009, remaining infrastructure to Zentralbahn
- LEB (Chemin de fer Lausanne-Echallens-Bercher)
- LO (Métro Lausanne-Ouchy)
- MBC (Transports de la région Morges-Bière-Cossonay), was before
  - BAM (Chemin de fer Bière-Apples-Morges de:Chemin de fer Bière-Apples-Morges)
- MG (Monte Generoso Railway)
- MGB (Matterhorn-Gotthard-Bahn) (merger between FO and BVZ)
  - BVZ (BVZ Zermatt-Bahn ex Brig - Visp - Zermatt Bahn)
  - FO (Furka Oberalp Railway)
- MIB (Meiringen-Innertkirchen Bahn), owned by KWO (Kraftwerke Oberhasli)
- MOB (Chemin de fer Montreux-Oberland Bernois)
- MVR (Transports Montreux-Vevey-Riviera (MVR), de:Transports Montreux-Vevey-Riviera (merger of MTGN, CEV and some cable cars))
  - CEV (Chemins de fer électriques Veveysans)
  - MGN (Montreux-Glion-Rochers de Naye)
- NStCM (Chemin de fer Nyon-St-Cergue-Morez de:Chemin de fer Nyon-Saint Cergue-Morez)
- OeBB (Oensingen-Balsthal-Bahn)
- PB (Pilatusbahn)
- RB (Rigi Railways)
  - VRB (Vitznau-Rigi-Bahn (see Rigi-Bahnen))
- RBS (Regionalverkehr Bern-Solothurn, de:Regionalverkehr Bern-Solothurn)
- RhB (Rhätische Bahn / Viafier retica)
- RiT (Riffelalp Tramway)
- SBB-CFF-FFS (Swiss Federal Railways - Schweizerische Bundesbahnen - Chemins de fer fédéraux - Ferrovie federali svizzere)
- SEFT (Società Esercizio Ferroviario Turistico operating Ferrovia Mesolcinese)
- SOB (Schweizerische Südostbahn AG de:Schweizerische Südostbahn)
  - BT (Bodensee Toggenburg Bahn)
- ST (Sursee-Triengen railway)
- SVB (Städtische Verkehrsbetriebe Bern, "Bernmobil", de:Bernmobil)
- SZU (Sihltal Zürich Uetliberg Bahn)
- THURBO (THURBO), passenger operation, also successor of
  - MThB (Mittelthurgau-Bahn)
- TMR (Transports de Martigny et Régions)
  - MC (Martigny-Châtelard)
  - MO (Martigny-Orsières)
- TN (Transports publics du littoral neuchatelois)
- TPC (Transports Publics du Chablais (merger of AL, AOMC, ASD and VB)
  - AL (Aigle-Leysin Bahn (see TPC))
  - AOMC (Aigle-Ollon-Monthey-Champéry (see TPC))
  - ASD (Aigle-Sépey-Diablerets (see TPC))
  - BVB (Bex-Villars-Bretaye) (see TPC)
- TPF (Transports publics Fribourgeois)
  - GFM (Chemins der fer Fribourgeios (Gruyére-Friburg-Morat))
- TPG (Transports Publics Genevois)
- TRAVYS (Transports Vallée de Joux - Yverdon-les-Bains - Ste-Croix)
  - OC (Orbe-Chavornay)
  - PBr (Chemin de fer Pont-Brassus)
  - YSC (Chemin de fer Yverdon - Ste-Croix)
- TRN (TRN SA for "Transports publics neuchâtelois")
- TSOL (société du tramway du sud-ouest lausannois S.A.)
- VBG (Verkehrsbetriebe Glattal)
- VBZ (Verkehrsbetriebe Zürich)
- WAB (Wengernalpbahn)
- WB (Waldenburgerbahn, de:Waldenburgerbahn)
- WSB (Wynental- und Suhrentalbahn)
- ZB Zentralbahn (2005 merger of the Luzern-Stans-Engelberg-Bahn and the Swiss Federal Railways' Bruenigbahn)
  - LSE (Luzern-Stans-Engelberg-Bahn)

### تركيا
تركيا
- الدولة التركية السكك الحديدية (TCDD - تركيا Cumhuriyeti دولت Demiryolları)
- مترو إسطنبول Ulaşım A. Ş. (تشغيل مترو الانفاق في مدينة إسطنبول)
- Izban A. Ş. (تشغيل قطارات في مدينة إزمير)
- TUVASAS (التركية عربة الصناعة)
- TULOMSAS (التركية Locomotiveand محركات الصناعة)
- TUDEMSAS (التركية النقل عربة الصناعة)

### أوكرانيا
أوكرانيا
- UZ (الأوكرانية السكك الحديدية - Укрзалізниця, Ukrzaliznytsya)

### المملكة المتحدة|المملكة المتحدة
المملكه المتحدة
- Getlink
- انظر قائمة شركات تشغيل القطارات في المملكة المتحدة.
- Abellio أكبر انجليا / ستانستيد Express
- Abellio ScotRail
- أريفا السكك الحديدية في لندن
- كروسكونتري
- أريفا القطارات ويلز
- c2c
- شلترن السكك الحديدية
- إيست ميدلاندز القطارات
- يوروستار
- Govia Thameslink السكك الحديدية
- Grand Central
- السكك الحديدية الغربية الكبرى
- هيثرو الاتصال / هيثرو اكسبرس
- هال القطارات
- Merseyrail
- الشمالية
- جنوب غرب السكة الحديد
- جنوب شرق
- TransPennine Express
- العذراء القطارات الساحل الغربي
- العذراء القطارات الساحل الشرقي
- غرب ميدلاندز القطارات
- مترو أنفاق لندن
- تاين مترو
- أيرلندا الشمالية السكك الحديدية
- السكك الحديدية البريطانية (1948-1996)
- قائمة البريطانية التراث وخاصة السكك الحديدية

### الفاتيكان
الفاتيكان
- FS، الإيطالية الدولة السكك الحديدية
- ترينيتاليا (الركاب شعبة FS)

## أمريكا اللاتينية ومنطقة البحر الكاريبي

### الأرجنتين
الأرجنتين
- Operadora Ferroviaria سوسيداد del Estado (SOFSE) (2013)[3]
- Administración de Infraestructuras Ferroviarias سوسيداد del Estado (ADIF s. e.) [4]
- Ferrocarriles ارجنتينوس (FA) (الأرجنتين السكك الحديدية خصخصتها في عام 1993 وانقسموا إلى عدة مؤسسات):

#### شركات الشحن
- السكك الحديدية شركة تطوير أو أمريكا اللاتينية Logística - (كل شيء) [5] تعمل السابق سان مارتين ([6] 1٬676 mm (5 ft 6 in) واسعة قياس) واركويزه ([7] 1٬435 mm (4 ft 81⁄2 in)) شعب الاتحاد الإنجليزي.
- Belgrano Cargas - (BC) تعمل السابق بلغرانو شعبة FA.
- Ferrosur روكا - (FR) [8] يعمل أكثر من السابق روكا شعبة FA.
- نوفو المركزي الأرجنتيني - (NCA) [9] تعمل السابق ميتر شعبة FA.
- Ramal فيرو الصناعية ريو توربيو - (RFIRT) تعمل ريو توربيو-ريو غاليغوس الضيقة الفحم خط.

#### بوينس آيرس في الضواحي المشغلين
- Ferrovías -  تعمل خدمات أكثر لينيا بلغرانو نورت.
- Metrovias -  تعمل خدمات أكثر لينيا اركويزه وتعمل أيضا في بوينس آيرس المترو.
- Tren de la Costa -  تدير السكك الحديدية الخفيفة خط بين Maipu محطة تيغري.
- Trenes دي بوينس آيرس (TBA)  تعمل خدمات أكثر لينيا سارمينتو ولينيا ميتري.
- Unidad de مجموعة gestión Operativa Ferroviaria de Emergencia (UGOFE)  تعمل خدمات أكثر لينيا سان مارتين، لينيا روكا ولينيا بلغرانو سور تشغيل من قبل Metropolitano.

#### مسافة طويلة والإقليمية الركاب المشغلين
- أمريكا اللاتينية Logística (كل)  نسخة محفوظة 20 يوليو 2016 على موقع واي باك مشين. تعمل خدمات نقل الركاب بين Basavilbaso وكونكورديا في انتري ريوس محافظة.
- Ferrobaires (الفيس بوك)  نسخة محفوظة 8 ديسمبر 2012 على موقع واي باك مشين. تعمل خدمات الركاب في بوينس آيريس.
- Ferrocentral تعمل خدمات الركاب بوينس آيرس-روزاريو-قرطبة، بوينس آيرس-روزاريو-توكومان وقرطبة-فيلا ماريا.
- Servicios Ferroviarios del Chaco (SEFECHA) تعمل للمقاومة الضواحي خدمات القطارات الإقليمية في شاكو.
- Trenes دي بوينس آيرس (TBA)  تعمل خدمات نقل الركاب بين بوينس آيرس، روزاريو Santa Fé.
- Trenes Especiales ارجنتينوس (الشاي)  نسخة محفوظة 11 يوليو 2010 على موقع واي باك مشين. تعمل خدمات الركاب بوينس آيرس-كونكورديا-Monte Caseros-بوساداس.
- Servicios Ferroviarios Patagónico  تعمل خدمات الركاب في ريو نيجرو.

### بليز
بليز
- (لم يعد هناك أي خطوط السكك الحديدية في بليز)[10][11]
- ستان كريك السكك الحديدية (مغلقة في 1937 - انظر النقل بالسكك الحديدية في بليز)

### بوليفيا
بوليفيا
- Empresa Nacional de Ferrocarriles (ENFER) (بوليفيا الوطني للسكك الحديدية، 1996 تقسيم خصخصتها جزئيا)
- Empresa Ferroviaria اندينا (FCA) (غرب شبكة السكك الحديدية)
- Ferroviaria الشرقية S. A. (FO) (الشرقية شبكة السكك الحديدية، 50 ٪ مملوكة من قبل Genesee & وايومنغ)

### البرازيل|برازيل
برازيل
- ريدي Ferroviária الاتحادية SA (RFFSA) (الاتحادية البرازيلية السكك الحديدية (خصخصتها في عام 1998 وكسر في العديد من الشركات):
- أمريكا اللاتينية Logística SA (كل)
- السيدة Logística (MRS)
- Ferrovia Centro Atlântica (FCA) (التي يسيطر عليها فالى)
- Companhia Ferroviária هل Nordeste (CFN) (التي يسيطر عليها Companhia Siderúrgica ناسيونال)
- Companhia باوليستا دي Trens Metropolitanos (CPTM) (المملوكة للدولة الشركة المسؤولة عن ركاب القطارات في ولاية ساو باولو)
- Supervia(وهي شركة مملوكة للقطاع الخاص المسؤولة عن ركاب القطارات في ولاية ريو دي جانيرو)
- Companhia Brasileira de Trens Urbanos (CBTU) (المملوكة للدولة الشركة المسؤولة عن ركاب القطارات في العديد من الدول)
- Ferronorte (التي يسيطر عليها البرازيل Ferrovias عقد من 2006 إلى holdding تم شراؤها من قبل شركة أمريكا اللاتينية Logística SA (كل شيء))
- Novoeste (التي يسيطر عليها البرازيل Ferrovias عقد من 2006 إلى holdding تم شراؤها من قبل شركة أمريكا اللاتينية Logística SA (جميع)))
- Ferroban (التي يسيطر عليها البرازيل Ferrovias عقد من 2006 إلى holdding تم شراؤها من قبل شركة أمريكا اللاتينية Logística SA (جميع)))

تلك الخطوط كانت دائما مملوكة للقطاع الخاص:
- Estrada de Ferro فيتوريا أ ميناس (EFVM) (التي يسيطر عليها فالى)
- Estrada de Ferro Carajás (EFC) (التي يسيطر عليها فالى)

### تشيلي
تشيلي

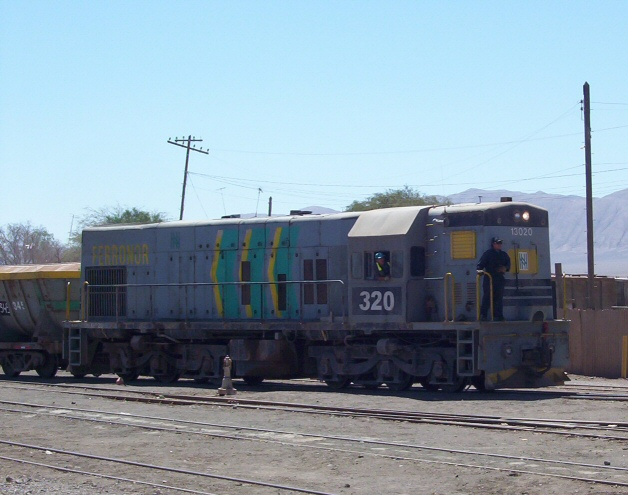
قاطرة Ferronor 320. قاطرة الكهربائية العامة U9C

- Empresa de los Ferrocarriles del Estado (EFE) دولة شيلي السكك الحديدية
- FEPASA تشيلي الشحن العملية الامتياز على مقياس واسع خطوط في الجنوب
- TRANSAP تشيلي الشحن العملية الامتياز على مقياس واسع خطوط في الجنوب
- Ferronor FERRONOR تشيلي الشحن عملية تنازل عن عداد قياس خطوط في الشمال
- FCALP تشيلي الشحن عملية تنازل عن عداد قياس خطوط في الشمال
- FCAB, التشيلي الشحن شركة خاصة في عداد قياس خطوط في الشمال
- سوسيداد Química y المناجم، الرأس قياس خط من ماريا ايلينا Tocopilla

### كولومبيا
كولومبيا
- Ferrocarriles Nacionales دي كولومبيا (السكك الحديدية الوطنية في كولومبيا)

### كوستاريكا
كوستاريكا
- معهد كوستاريكا دي Ferrocarriles (INCOFER), llamado antes de 1991 FECOSA (Ferrocarriles دي كوستاريكا)
- الوطنية الأطلسي السكك الحديدية الذي كان يسمى سابقا الشمالية شركة السكك الحديدية قبل المتخذة من قبل الحكومة الكوستاريكية
- المحيط الهادئ الكهربائية السكك الحديدية

### كوبا
كوبا
- Ferrocarriles Nacionales دي كوبا (كوبا السكك الحديدية الوطنية)

### الإكوادور
الإكوادور
- Empresa de Ferrocarriles Ecuatorianos (إكوادور الدولة السكك الحديدية)

### جزر فوكلاند
جزر فوكلاند
- احدودب السكك الحديدية (1915 - 1920/1940)

### غواتيمالا
غواتيمالا
- Ferrocarriles دي غواتيمالا (FEGUA) (غواتيمالا السكك الحديدية) - انظر النقل بالسكك الحديدية في غواتيمالا

### غيانا
غيانا

### هايتي
هايتي
- Compagnie des Chemins de Fer de Port-au-Prince, 17 كانون الثاني / يناير 1878 - أبريل 1888
- Société des الترام de Port-au-Prince, 18 أبريل 1897–1901
 (تم شراؤها من قبل Compagnie des Chemins de Fer de la Plaine دو Cul-de-Sac)
- Chemin de Fer المركزية (المملوكة من قبل هايتي الأمريكية شركة سكر/بنا) 1915–1932(?)
- Compagnie des Chemins de Fer de la Plaine دو Cul-de-Sac 1896–1950(?)
- Compagnie الوطنية (Compagnie de Fer الوطنية?/الوطنية الهايتية السكك الحديدية؟) 1905–1940(?)
 (ربما تم شراؤها من قبل شركة Haitiano-Américaine de Développement اجريكول/شادة في 1940s)

### هندوراسهندورس
- Ferrocarril Nacional de هندوراس
- Vaccaro السكك الحديدية
- تيلا السكك الحديدية

وهنا بعض الصور والمعلومات عن قسم Nacional de هندوراس http://www.fahrplancenter.com/FCNacionalHondurasEntry.html

### جامايكا
جامايكا
- جامايكا مؤسسة سكة حديد (انظر النقل في جامايكا)

### المكسيك
المكسيك
- يينا كواويلا دورانجو
- Ferrocarril تشياباس-Mayab
- Del Ferrocarril Istmo دي تيهوانتبيك
- Ferrocarril y محطة ديل فالي دي مكسيكو
- Ferrosur
- Ferromex
- Ferroviaria y Abastecedora del Pacifico
- كانساس سيتي جنوب de México، مملوكة بالكامل من قبل كانساس سيتي السكك الحديدية الجنوبية سواء التي تعمل معا كفريق واحد.

### نيكاراغوا
نيكاراغوا
- (لم يعد هناك أي خطوط السكك الحديدية في نيكاراغوا)
- Ferrocarril ديل باسيفيكو دي نيكاراغوا (المحيط الهادئ السكة الحديد من نيكاراغوا)

رؤية بعض الصور على http://www.fahrplancenter.com/NicaraguaTitel.html

### بنما
بنما
- قناة بنما السكك الحديدية
- شيريكي السكك الحديدية الوطنية

### باراغواي
باراغواي
- Ferrocarril الرئيس كارلوس أنطونيو لوبيز (الرئيس كارلوس أنطونيو لوبيز السكك الحديدية)

### بيرو
بيرو
- Empresa Nacional de Ferrocarriles ديل بيرو (ENAFER) (بيرو السكك الحديدية الوطنية)

### السلفادور
السلفادور
- Ferrocarriles Nacionales ديل سلفادور (FENADESAL نسخة محفوظة 9 مايو 2007 على موقع واي باك مشين.) (السكك الحديدية الوطنية السلفادور)

### سورينام
سورينام
- سورينام الحكومة السكك الحديدية

### الأوروغواي
الأوروغواي
- Administración de Ferrocarriles del Estado (AFE)  (الدولة السكك الحديدية الإدارة).

### فنزويلا
فنزويلا
- معهد انضم إليها مؤخرا بصفة دي Ferrocarriles del Estado (IAFE)  نسخة محفوظة 15 يوليو 2007 على موقع واي باك مشين. (فنزويلا السكك الحديدية الوطنية)
- Ferrominera أورينوكو C. A.

## أمريكا الشمالية

### كندا
كندا
- السكك الحديدية الوطنية الكندية
- سكك حديد الباسيفيك الكندية
- عبر السكك الحديدية

### الولايات المتحدة
الولايات المتحدة
- Amtrak
- BNSF السكك الحديدية
- CSX النقل
- كانساس سيتي الجنوبية للسكك الحديدية
- Norfolk Southern Railway
- الاتحاد المحيط الهادئ السكة الحديد

## أوقيانوسيا

### أستراليا
أستراليا

### نيوزيلندا
نيوزيلندا
- نيوزيلندا السكك الحديدية قسم NZR أو NZGR (1981)
- نيوزيلندا مؤسسة السكك الحديدية (مشغل السكك الحديدية 1981  –  1990, مالك الأرض 1990 – 2003, ONTRACK 2003-2008، السكك الحديدية مالك الأرض 2008  –  الوقت الحاضر)
- نيوزيلندا السكك الحديدية المحدودة (البائد، خصخصة 1993، والتي سميت Tranz السكك الحديدية في عام 1995)
- Tranz السكك الحديدية (البائد، أخرج من حصيلة القابضة في عام 2003)
- خسائر السكك الحديدية (البائد، أخرج من قبل الحكومة عام 2008)
- KiwiRail (تشكلت عام 2008)
- ترانزديف أوكلاند
- دنيدن السكك الحديدية (سابقا Taieri الخانق السكك الحديدية)
- كميت السكك الحديدية الجبلية (1870)
- Kaitangata خط (1970)
- نيوزيلندا ميدلاند شركة السكك الحديدية (1890)
- سانسون الترام (1945)
- ولينغتون Manawatu شركة السكك الحديدية (1908)